# 97268 Серафінозані
97268 Серафінозані (97268 Serafinozani) — астероїд головного поясу, відкритий 7 грудня 1999 року.
Тіссеранів параметр щодо Юпітера — 3,348.